# Vijayabahu III
Vijayabahu III est le 1er roi de Dambadeniya, dans l'actuel Sri Lanka.

## Étymologie
Le nom provient de la langue pali, propre au bouddhisme Theravada pratiqué au Sri Lanka, dont l'écriture est en Devanagari. La transcription en langue latine peut donc donner des résultats différents, selon le mot est transcrit traditionnellement ou en ISO 15919.
Le nom du roi Vijayabahu peut se décomposer en deux mots :
- Le mot Vijaya ;
- Le mot Bahu, qui peut se transcrire en Baahu, Bãhu.

## Biographie
Pendant que l'usurpateur Kalinga Magha règne, sur la capitale Polonnaruva un des quatre princes cinghalais rebelles nommé Vathimi implanté initialement à Jambudom reprend progressivement le pouvoir et parvient à expulser les étrangers. les sources contemporaines indiquent qu'il appartient à la famille Sri Sanga Bo. Il serait le fils d'un certain Vijaya Malla et le descendant des princes de cette lignée. Son fils dans son poème Kavsilumina proclame de son côté qu'il est de race lunaire issue du roi Pandu. Vijaya Bahu est soit issu de la lignée Pandaya de la famille royale ou plus certainement l'époux d'une princesse de cette race.  Le roi pour confirmer sa souveraineté implante sa capitale à Dambadeniya dans le district de Kurunelega. Il fait appel à des prêtres indiens pour rétablir le culte. La mise en œuvre de sa réforme religieuse doit intervenir en 1222 car son règne est bref limité à quatre ans seulement de 1220 à 1224. Il laisse deux fils Pandita Parakramabahu II et Bhuvanaika Bahu 

### Remarque sur les sources historiques
- Livres en pali : Culavamsa et Rajaveliya. Les dates de règne des rois de Dambadeniya sont différents entre ces deux livres.